# Pionosomus varius
Pionosomus varius ist eine Wanze aus der Familie der Rhyparochromidae.

## Merkmale
Die Wanzen werden 2,4 bis 3,2 Millimeter lang. Der Körper der kleinen Tiere ist mit dunklen, borstigen Haaren bedeckt. Sie tragen einen weißen Fleck auf der Flügelmembrane und das zweite Glied der Fühler ist großzügig blass.

## Verbreitung und Lebensraum
Die Art besiedelt Westeuropa, vom Süden Skandinaviens und dem Süden Englands bis nach Spanien und auch nach Nordafrika. Im Osten wird sie zunehmend seltener und tritt in Nordrussland und Südosteuropa nur mehr vereinzelt auf. In Deutschland ist die Art weit verbreitet, ist aber im Westen viel häufiger, als im Osten. Sie tritt allerdings generell nur lokal und selten auf, kann aber an geeigneten Stellen in großer Zahl auftreten. Die Art ist noch nicht aus Österreich nachgewiesen. Wie auch Pionosomus opacellus besiedelt die Art sandige Böden an temperaturbegünstigten Standorten.

## Lebensweise
Auch die Lebensweise unterscheidet sich nicht zu Pionosomus opacellus. Sie saugen an am Boden liegenden Samen und bilden pro Jahr eine Generation aus. Die Überwinterung erfolgt als Imagines in lockerer, trockener Bodenstreu.

## Belege